# Guido Bortolotto
Guido Bortolotto (Vicenza, 15 dicembre 1879 – 1942) è stato un avvocato italiano, professore ordinario di diritto penale e teorico del regime fascista.

## Biografia
Nel 1912 divenne professore di diritto e procedura penale presso l'Università degli Studi di Padova e nel 1931 si trasferì alla Sapienza-Università di Roma.
Entrato a far parte del Partito Nazionale Fascista  nel 1922. Bortolotto divenne fiduciario dei Gruppi Universitari Fascisti.
Il suo pensiero era innervato dagli apporti di Vilfredo Pareto, Max Weber, Robert Michels.
Bortolotto morì nel 1942.

## Opere
- Commento a testo Unico di legge per gli infortuni degli operai sul lavoro, 1904
- La trebbiatrice e la legge sugli infortuni del lavoro, 1905
- Les accidents du travail dans les etablissements pénitentiaires, 1905
- La parte civile nei giudizi per contravvenzione alla legge sugl'infortuni del lavoro, 1905
- Il pubblico ministero nell'ordinamento giudiziario e nell'esercizio dell'azione penale, 1906
- Delle contravvenzioni concernenti le armi - Codice penale e legge di pubblica sicurezza, 1906
- La protezione legale degli operai, 1910
- La volontà statuale nel sistema delle giustificanti, 1911
- Saggi di studi sul processo penale secondo il nuovo codice, 1915
- La contumacia nel giudizio penale, 1924
- Lo stato e la dottrina corporativa. Saggio d'una teoria generale, 1930.
- Lo State Fascista e La Nazione, 1931
- Faschismus und Nation. Der Geist der korporativen Verfassung, 1932
- Diritto del lavoro: il contratto di lavoro e di impiego privato, 1932
- Faschismus, Revolution, Verfassung. Was ist Faschismus?, Nationalsozialistische Monatshefte, 36/1933.
- Governanti e governati del nostro tempo. Sociologia e Politica Fascista, 1933
- Massen und Führer in der faschistischen Lehre, 1934
- Fascismo e Nazionalsocialismo, 1933
- Die Revolution der jungen Völker. Faschismus und Nationalsozialismus, 1934
- Politica corporativa, 1934
- Diritto Corporativo, 1934
- Politica e legislazioni sociale, 1936
- Le categorie produttive nell'ordinamento corporativo, 1936
- Il diritto corporativo e la carta del lavoro, 1936
- Infortuni sul lavoro e malattie personali, 1937
- Infortuni sul lavoro e malattie professionali, 1937
- Storia del fascismo, 1938